# Fotbal na Letních olympijských hrách 1948
Fotbalový turnaj na Letních olympijských hrách 1948 byl sedmý oficiální fotbalový turnaj na olympijských hrách. Vítězem se stala švédská fotbalová reprezentace.

## Předkolo
| 26. července 1948 18:00                               |       |             |                                                                   |
| Lucembursko                                           | 6 : 0 | Afghánistán | Goldstone Ground, Brighton diváci: 5 000 rozhodčí: A. C. Williams |
| Gales 6', 79' Kettel 40' Schammel 41' Paulus 62', 80' |       |             | Goldstone Ground, Brighton diváci: 5 000 rozhodčí: A. C. Williams |

| 26. července 1948 18:00       |       |             |                                                                |
| Nizozemsko                    | 3 : 1 | Irsko       | Fratton Park, Portsmouth diváci: 8 000 rozhodčí: George Reader |
| Wilkes 1', 74' Roosenburg 11' |       | O'Kelly 52' | Fratton Park, Portsmouth diváci: 8 000 rozhodčí: George Reader |

## První kolo
| 31. července 1948 18:30                                             |       |              |                                                                   |
| Jugoslávie                                                          | 6 : 1 | Lucembursko  | Craven Cottage, Fulham diváci: 7 000 rozhodčí: Karel van der Meer |
| Stanković 57' Mihajlović 61' Čajkovski 65', 70' Mitić 74' Bobek 87' |       | Schammel 10' | Craven Cottage, Fulham diváci: 7 000 rozhodčí: Karel van der Meer |

| 31. července 1948 18:30                 |                |               |                                                                        |
| Dánsko                                  | 3 : 1 (prodl.) | Egypt         | Selhurst Park, South Norwood diváci: 12 000 rozhodčí: Stanley Boardman |
| Aage Hansen 82', 95' Pløger 119' (pen.) |                | El Guindy 83' | Selhurst Park, South Norwood diváci: 12 000 rozhodčí: Stanley Boardman |

| 31. července 1948 18:30                             |                |                           |                                                                 |
| Velká Británie                                      | 4 : 3 (prodl.) | Nizozemsko                | Arsenal Stadium, Highbury diváci: 21 000 rozhodčí: Vald Laursen |
| McBain 22' Hardisty 58' Kelleher 77' McIlvenny 111' |                | Appel 20', 63' Wilkes 81' | Arsenal Stadium, Highbury diváci: 21 000 rozhodčí: Vald Laursen |

| 31. července 1948 18:30   |       |           |                                                                   |
| Francie                   | 2 : 1 | Indie     | Lynn Road Stadium, Ilford diváci: 17 000 rozhodčí: Gunnar Dahlner |
| Courbin 30' Persillon 89' |       | Raman 70' | Lynn Road Stadium, Ilford diváci: 17 000 rozhodčí: Gunnar Dahlner |

| 2. srpna 1948 18:30                           |       |           |                                                                  |
| Turecko                                       | 4 : 0 | Tchaj-wan | Green Pond Road, Walthamstow diváci: 3 000 rozhodčí: Johann Beck |
| Kılıç 18', 61' Saygun 72' Küçükandonyadis 87' |       |           | Green Pond Road, Walthamstow diváci: 3 000 rozhodčí: Johann Beck |

| 2. srpna 1948 18:30       |       |          |                                                                 |
| Švédsko                   | 3 : 0 | Rakousko | White Hart Lane, Tottenham diváci: 9 514 rozhodčí: William Ling |
| Nordahl 2', 10' Rosen 71' |       |          | White Hart Lane, Tottenham diváci: 9 514 rozhodčí: William Ling |

| 2. srpna 1948 18:30                                                          |       |                                    |                                                            |
| Jižní Korea                                                                  | 5 : 3 | Mexiko                             | Champion Hill, Dulwich diváci: 6 500 rozhodčí: Leo Lemesic |
| Choi Song-Gon 13' Bai Chon-Go 30' Chung Kook-Chin 63', 66' Chung Nam-Sik 87' |       | Cárdenas 23' Figueroa 85' Ruiz 89' | Champion Hill, Dulwich diváci: 6 500 rozhodčí: Leo Lemesic |

| 2. srpna 1948 18:30                                                                     |       |     |                                                                      |
| Itálie                                                                                  | 9 : 0 | USA | Griffin Park, Brentford diváci: 20 000 rozhodčí: Charles de la Salle |
| Pernigo 2', 57', 88', 90' Stellin 25' (pen.) Turconi 46' Cavigioli 72', 87' Caprile 90' |       |     | Griffin Park, Brentford diváci: 20 000 rozhodčí: Charles de la Salle |

## Čtvrtfinále
| 5. srpna 1948 18:30               |       |             |                                                               |
| Jugoslávie                        | 3 : 1 | Turecko     | Lynn Road Stadium, Ilford diváci: 8 000 rozhodčí: Victor Sdez |
| Čajkovski 21' Bobek 60' Wölfl 80' |       | Gulesin 33' | Lynn Road Stadium, Ilford diváci: 8 000 rozhodčí: Victor Sdez |

| 5. srpna 1948 18:30                                                                         |        |             |                                                                       |
| Švédsko                                                                                     | 12 : 0 | Jižní Korea | Selhurst Park, South Norwood diváci: 7 110 rozhodčí: Giuseppe Carpani |
| Liedholm 11', 62' Nordahl 25', 40', 78', 80' Gren 27' Carlsson 61', 64', 82' Rosén 72', 85' |        |             | Selhurst Park, South Norwood diváci: 7 110 rozhodčí: Giuseppe Carpani |

| 5. srpna 1948 18:30 |       |         |                                                                    |
| Velká Británie      | 1 : 0 | Francie | Craven Cottage, Fulham diváci: 25 000 rozhodčí: Karel van der Meer |
| Hardisty 29'        |       |         | Craven Cottage, Fulham diváci: 25 000 rozhodčí: Karel van der Meer |

| 5. srpna 1948 18:30                  |       |                                       |                                                                 |
| Dánsko                               | 5 : 3 | Itálie                                | Arsenal Stadium, Highbury diváci: 25 000 rozhodčí: William Ling |
| Hansen 30', 53', 74', 82' Pløger 84' |       | Cavigioli 49' Caprile 67' Pernigo 81' | Arsenal Stadium, Highbury diváci: 25 000 rozhodčí: William Ling |

## Semifinále
| 10. srpna 1948 18:30             |       |                       |                                                                   |
| Švédsko                          | 4 : 2 | Dánsko                | Empire Stadium, Wembley diváci: 20 000 rozhodčí: Stanley Boardman |
| Carlsson 18', 42' Rosén 31', 37' |       | Seebach 3' Hansen 77' | Empire Stadium, Wembley diváci: 20 000 rozhodčí: Stanley Boardman |

| 11. srpna 1948 18:30 |       |                               |                                                                     |
| Velká Británie       | 1 : 3 | Jugoslávie                    | Empire Stadium, Wembley diváci: 40 000 rozhodčí: Karel van der Meer |
| Donovan 20'          |       | Bobek 19' Wölfl 24' Mitić 48' | Empire Stadium, Wembley diváci: 40 000 rozhodčí: Karel van der Meer |

## O 3. místo
| 13. srpna 1948 14:00                   |       |                                             |                                                                     |
| Velká Británie                         | 3 – 5 | Dánsko                                      | Empire Stadium, Wembley diváci: 50 000 rozhodčí: Karel van der Meer |
| Aitken 5' Hardisty 33' Amor 63' (pen.) |       | Præst 12', 49' Hansen 16', 77' Sørensen 41' | Empire Stadium, Wembley diváci: 50 000 rozhodčí: Karel van der Meer |

## Finále
| 13. srpna 1948 18:30             |       |            |                                                               |
| Švédsko                          | 3 : 1 | Jugoslávie | Empire Stadium, Wembley diváci: 60 000 rozhodčí: William Ling |
| Gren 24', 67' (pen.) Nordahl 48' |       | Bobek 42'  | Empire Stadium, Wembley diváci: 60 000 rozhodčí: William Ling |

## Medailisté
| Zlato   | Švédsko    |
| Stříbro | Jugoslávie |
| Bronz   | Dánsko     |